# Тигры освобождения Бодоланда

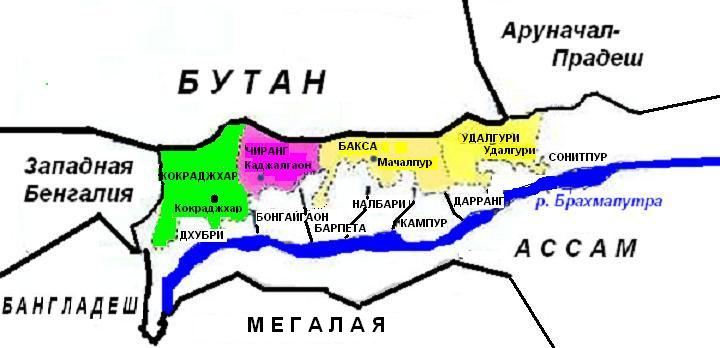
Четыре округа Бодоланда

Флаг Бодоланда

Тигры освобождения Бодоланда (BLT или BLTF, англ. Bodo Liberation Tigers Force) — вооружённая группа, действовавшая в Ассаме на территории преобладания народа бодо, стремившаяся к самоопределению Бодоланда и независимости от Ассама. Организация была провозглашена 18 июня 1996 года, её возглавил Прем Сингх Брахма.
Руководство BLT вместе с руководителями Сюза студентов Бодо сформировали политическую партию BPPF.

## Мирное урегулирование
10 февраля 2003 представители BLT подписали меморандум с руководством Ассама и Индии, 6 декабря 2003 года 2641 боевиков сложили оружие и заявили об отказе вести вооружённую борьбу в Кокраджхаре, положив конец партизанской войне, которая велась семь лет. На следующий день был провозглашён автономный округ Бодоланд под управлением совета из 12 человек, в территорию были включены четыре округа Ассама, объединившие 3082 деревни. Представители BLT вошли в правление новообразованного автономного округа.
В Бодоланд вошли следующие округа штата Ассам:
Кокраджхар, Бакса, Удалгури и Чиранг, которые были выделены как части шести соседних округов (Дхубри, Кокраджхар, Бонгайгаон, Барпета, Налбари, Камруп, Дарранг и Сонитпур).
«Тигры» находились в конфликте с организацией «Национально-демократический фронт Бодоланда», которая была не согласна с условиями перемирия и продолжала борьбу.